# Asco (colectivo artístico)
Asco fue un colectivo de artistas chicanos con sede en el este de Los Ángeles, activo desde 1972 hasta 1987. Asco adoptó su nombre como colectivo en 1973, haciendo referencia directa al significado de la palabra en español ("asco"), que es disgusto o repulsión. El trabajo de Asco a lo largo de las décadas de 1970 y 1980 respondió específicamente a los problemas socioeconómicos y políticos que rodeaban a la comunidad chicana en los Estados Unidos, así como a las críticas a la guerra de Vietnam. Harry Gamboa Jr., Glugio "Gronk" Nicandro, Willie F. Herrón III y Patssi Valdez forman los miembros principales del grupo. : 38 

## Orígenes

### Influencias políticas y culturales
A lot of our friends were coming back in body bags and were dying, and we were seeing a whole generation come back that weren't alive anymore. And in a sense that gave us nausea ... that is Asco, in a way.
Gronk

El término Asco funciona como un medio para contextualizar y responder a los efectos de la guerra de Vietnam. Esta época, que el historiador de arte Arthur C. Danto ha descrito como una era de repulsión, obligó a los jóvenes a buscar un nuevo vocabulario para la oposición a través de la creciente importancia de los medios, el impacto de la movilización pública y nuevos modos artísticos provenientes de los happennings y los "be-ins" espontáneos. Otros factores socioeconómicos y regionales también contribuyeron a generar esta sensación de repulsión. El paisaje cambiante del este de Los Ángeles durante la década de 1970 fue particularmente influyente en el trabajo de Asco. La construcción de entronques viales de autopistas y la conservación de muros que dividían barrios que antes estaban conectados fomentaron un ambiente hostil. Asco como grupo fue parte de lo que Raúl Homero Villa llama la "generación de las autopistas", una generación consciente y afectada por cómo las políticas públicas y la planificación urbana podían crear condiciones de disparidad y estratificación tanto económica como geográfica.
El año pasado por esta época estuve muy activo en los asuntos de mi comunidad. Me sentí profundamente molesto y disgustado por la condición de mi comunidad y del pueblo mexicoamericano. Aprendí a desconfiar y a desagradar todo lo que fuera pro-establishment. — Harry Gamboa Jr., 1969.
Gamboa describió a los integrantes de Asco como "exiliados autoimpuestos" que sentían que el mejor método de libertad artística y solidaridad con la causa mexicano-americana era rechazando las estructuras políticas y los estereotipos dominantes de la cultura artística mexicana moderna. El énfasis de Asco en la cultura callejera y la manipulación mediática ilustra la fusión del arte de performance con el activismo y la protesta. Asco ocupó un lugar único en el paisaje cultural de Los Ángeles. Se desvió del fuerte nacionalismo del movimiento muralista chicano para ocupar, en cambio, una posición equilibrada entre la corriente dominante y su contramovimiento.

### Influencias artísticas
Algunas influencias importantes del trabajo artístico de Asco fueron el dadaísmo y el arte povera. Utilizaron métodos similares de reciclaje y apropiación para crear algo completamente diferente en significado y forma.

## Contexto histórico en el este de Los Ángeles
"Geográfica y culturalmente segregados de la entonces embrionaria escena artística contemporánea de Los Ángeles y estéticamente en desacuerdo con el nacionalismo chicano dominante, Asco a veces encontró un hogar en los nuevos espacios interdisciplinarios dirigidos por artistas como
Los Angeles Contemporary Exhibitions (LACE). En otras ocasiones, optaron por pasar por alto las galerías y los museos por completo y exhibir y actuar en las calles."
“Sólo conocemos el lado este, no conocemos realmente el lado oeste y el lado oeste no nos conoce a nosotros.” – Willie Herrón

Los Ángeles tiene poco sentido del pasado o del lugar. Una explicación parcial de esto es que los euroamericanos han dedicado poco tiempo y energía a aprender la historia de la región, tratando esa historia de la misma manera que tratan el aprendizaje de otros idiomas... Sin embargo, hay otras razones para la falta de visibilidad [de los mexicanos] en la historia de Los Ángeles. Hasta hace poco, los mexicanos en Los Ángeles, a diferencia de sus contrapartes en San Antonio, no eran tan numerosos como para afectar la política de la ciudad o incluso de la Iglesia Católica, a la que pertenece la mayoría de ellos. Además, la inmensidad de la ciudad y la falta de transporte barato han hecho imperativo para los mexicanos, al igual que otros angelinos de clase trabajadora en la parte inferior de la escala salarial, vivir cerca del trabajo... La adicción de la ciudad a los proyectos de renovación urbana también ha provocado la dispersión de los mexicanos por toda la ciudad a través del desplazamiento de los inquilinos de la clase trabajadora. Ni siquiera los propietarios de viviendas fueron inmunes a los proyectos masivos que desarraigaron barrios mexicanos enteros para asegurarse de que los suburbios tuvieran autopistas...

## Miembros adicionales
Además de los integrantes principales, los siguientes artistas notables también estuvieron involucrados con Asco en un momento u otro: : 38 
- Roberto Beltrán
- Cyclona (Robert Lagorretta)
- Jerry Dreva
- Diane Gamboa
- Mundo Meza
- Humberto Sandoval
- Ruben Zamora

## Comunidad y método
Las propuestas estéticas de Asco se basaban principalmente en preguntas que abordaban la forma en que la política nacional estadounidense afectaba a la comunidad chicana, con la que se identificaban culturalmente y a la que se dirigían a través de sus obras. Dicho esto, Asco realmente desafió los antiguos métodos chicanos de resistencia artística contra la exclusión. Hubo una cantidad considerable de propaganda antichicana a través del periodismo convencional y la televisión comercial, lo que creó dentro de Asco una respuesta artística que contrarrestaría la saturación de imágenes negativas sobre el movimiento chicano. Decidieron crear obras que abordaran modos socioestéticos como la violencia y la vida callejera. La naturaleza surrealista de la obra sacudió la sensibilidad del público tradicionalista. Sus métodos evolucionaron y trataron de alejarse de la naturaleza estática del muralismo hacia la performance donde tenían exhibiciones públicas de lo que ellos llamaban "sin emoción", y finalmente estas performances fueron conceptualizadas para su nuevo género fotográfico de la No Movie. La secuencia de No Movies fue conceptualizada por Gamboa como una fotonovela, como un cómic ilustrado con fotografías. La implicación de la fusión de la performance protocinemática y la imagen fija en la que se condensó en No Movies se hace evidente cuando se compara con los murales sobre los que se construyeron inicialmente. La obra de Asco tenía una naturaleza transitoria y, junto con la pobreza de sus medios, su estetización de la vida cotidiana del barrio señalaba una crítica al compromiso de los murales con la durabilidad, las imágenes idealizadas y, en algunos momentos, el uso de pintura cara. Por lo tanto, con todo esto en mente, la singularidad de las fotografías que se encuentran en No Movies apunta hacia una narrativa pero, a diferencia del Hollywood industrializado y glamorizado, son imperfectas, materialmente limitadas, aludiendo con ello a su situación política.

## Obras

### Regeneración(1971)
La primera colaboración de Gamboa, Gronk, Herron y Valdez fue la realización de Regeneración, una revista que propagaba el nacionalismo cultural y político chicano. Harry Gamboa Jr. se convirtió en editor en 1971 y Gronk, Herrón y Valdez fueron reclutados individualmente por Gamboa para crear el arte para la revista. Inicialmente la revista se publicó como Carta Editorial bajo la dirección de la activista Francisca Flores. El cambio de nombre a Regeneración en 1970 rinde homenaje al periódico radical del mismo nombre publicado en Los Ángeles por el Partido Liberal Mexicano (PLM) liderado por Ricardo Flores Magón durante la Revolución Mexicana : 153 a principios del siglo XX. El cambio de nombre marca un cambio de énfasis editorial y de formato provocado por el advenimiento de una nueva era política, al tiempo que hace referencia y encarna la continuidad histórica del activismo chicano en Los Ángeles. : 153 
Regeneración fue una de las tantas publicaciones producidas durante la época del movimiento chicano. Cada publicación tenía su propio enfoque regional y agenda política. Regeneración funcionó como un espacio tanto para el pensamiento feminista chicano temprano como para el trabajo artístico de Asco, quienes recientemente se había graduado de la escuela preparatoria. : 151 Es característico de la cultura impresa del movimiento chicano por su convergencia de comentarios, noticias, fotoperiodismo, poesía y arte visual. A diferencia del medio convencional del realismo social, Asco contextualizó aspectos de la vanguardia en sus propias circunstancias. : 153 Las imágenes que produjeron expresaron lo absurdo y la violencia de su experiencia en el Este de Los Ángeles a principios de la década de 1970. El espacio de estudio de la revista fue proporcionado por Herrón, quien utilizó el garaje de su madre como estudio de arte.
El primer volumen de Regeneración presentó ilustraciones que correspondían directamente con la orientación política y cultural de otras publicaciones chicanas y también adoptó un formato de revista más extenso.

#### La implicación de Gamboa conRegeneración
Gamboa se unió a Regeneración en medio de los disturbios del 29 de agosto de 1970 en el Este de Los Ángeles en el Chicano Moratorium. : 153 Se encontró con Francisca Flores, quien le entregó su copia de Regeneración y aceptó permitirle a Gamboa editar el próximo número. Este acontecimiento resultó decisivo para crear un sentido de urgencia dentro del movimiento chicano y fue muy influyente en el trabajo de Asco. Los dibujos de Gamboa que aparecen en el número posterior se basan en imágenes anteriores a la Conquista, aunque coinciden con la iconografía asociada con la prensa radical y el movimiento chicano. El siguiente volumen incluye contribuciones de Willie F. Herrón III y Patssi Valdez. Sus contribuciones permitieron que las obras de arte adquirieran un papel más destacado en la revista.
Su obra de arte transmite la ira, la frustración y la desesperación del grupo (y principalmente de Gamboa) por los acontecimientos y las consecuencias de la Moratoria Chicana. Sus frustraciones se dirigieron concretamente hacia la corrupción en la fuerza policial y hacia la muerte del periodista Rubén Salazar a manos de los sheriffs del condado de Los Ángeles, lo que perpetuó la violencia contra la población chicana. : 151 

#### Aportaciones de Herrón, Valdez y Gronk
En contraste con la especificidad de las contribuciones de Gamboa, las contribuciones de Herrón se centran en las condiciones de vida más amplias del barrio, es decir, el entorno de violencia y pobreza y el sufrimiento que impone. Su obra se caracteriza por un nivel de abstracción que produce imágenes frecuentemente oscuras, pesimistas y grotescas. Sus influencias se extienden desde la Neue Sachlichkeit y el expresionismo alemán hasta el surrealismo. : 153 
Valdez contribuyó con varios dibujos a los primeros números y en el número final de Regeneración amplió su trabajo para combinar el dibujo en tinta con el collage, la performance, la fotografía y los textos. Muchos de sus collages y fotografías en técnica mixta abordan la representación de la feminidad y del yo en términos de performatividad. : 157 
Los dibujos de Gronk fueron descritos como "intimidantemente implícitos en connotaciones oníricas y sexuales."

### Performance yNo Movies
Durante la década de 1970, Gamboa, Gronk, Herrón y Valdez colaboraron en numerosos proyectos que abordaron la cultura popular contemporánea y, específicamente, los medios de comunicación.

#### Stations of the CrossyWalking Mural
Stations of the Cross, una referencia a la carga de la cruz por parte de Cristo hasta su crucifixión, fue una de las primeras colaboraciones de Asco. Realizada en la víspera de Navidad de 1971, Stations of the Cross funcionó como una protesta contra la guerra de Vietnam, burlándose además de las tradiciones católicas. Los miembros de Asco se vistieron con disfraces y llevaron una enorme cruz de cartón por Whittier Boulevard en el Este de Los Ángeles, y posteriormente se reunió una multitud de compradores navideños. Asco los condujo a la estación local de reclutamiento de la Marina de los EE. UU. y luego usó la cruz para bloquear la entrada. La performance tenía como objetivo burlarse del movimiento muralista chicano utilizando la iconografía religiosa estereotipada que prevalece en el muralismo chicano. El grupo realizó Walking Mural el año siguiente en Nochebuena. Los miembros del grupo se apropiaron de la iconografía chicana estereotipada en su vestimenta, y Valdez parodiaba a la omnipresente Virgen de Guadalupe. Esta pieza puso a Asco en una situación peligrosa debido al potencial de una reacción violenta de la comunidad. Sobre este hecho, Gamboa reflexiona que “o te iba a cuidar la policía o te iba a cuidar alguien del barrio. Así que te topabas con mucha resistencia porque era muy conservador. Y el solo hecho de adentrarse en el ámbito sensible de los iconos religiosos o incluso insinuar que tal vez no creas en ciertas cosas o que incluso cuestiones lo que es Estados Unidos, de nuevo te estabas exponiendo a ser alguien que sería castigado”.

#### Spray Paint LACMA
Spray Paint LACMA es la película No Movie más reproducida y citada de Asco. Los artistas crearon la obra como reacción a los prejuicios raciales contra los chicanos perpetuados por un curador del Museo de Arte del Condado de Los Ángeles en 1972. Gamboa le preguntó a un miembro del personal, a veces supuestamente un curador, por qué no había arte chicano en el museo. La respuesta fue que los chicanos "no hacían 'bellas artes'; sólo hacían 'arte popular' o estaban en pandillas". En respuesta, los tres artistas masculinos (Gamboa, Gronk, Herrón) de Asco pintaron con aerosol sus nombres en los puentes de entrada y las paredes del museo. Su uso de grafitis alude al estereotipo del chicano como pandillero que vandaliza los espacios públicos, como lo mencionó el miembro del personal de LACMA. También crea la mayor obra de arte ready-made: al firmar con su nombre, Asco recuerda la denominación artística utilizada por Duchamp. Asco se apropia de la técnica del grafiti como un medio asertivo de resistencia. Spray Paint LACMA fue documentada en fotografías a color por Gamboa, quien había regresado más tarde con Valdez (Valdez no participó en el pintado del museo; esperó en el auto). Sus nombres fueron borrados en pocas horas por el personal del museo.

#### Mural instantáneo
Esta pieza fue creada por “Gronk, quien previamente se había establecido junto a Herrón como un muralista notable, actuó como autor en Instant Mural (1974), pegando a Valdez y a su frecuente colaborador Humberto Sandoval a una pared”. En un artículo escrito por Emily Colucci, ella escribe: “Al obligar al público en general a confrontar el cuerpo chicano, Asco nuevamente fusionó hábilmente el arte y la política” (Hyperallergic). Con esta afirmación se apoya aún más el propósito del mural, que es poder identificar y aceptar las variedades de cómo se presenta el cuerpo chicano. La revista Williams añade además: “Instant Mural es una metáfora para pensar en cómo las personas pueden estar confinadas en condiciones de opresión o discriminación, pobreza y otros problemas sociales y psicológicos.”

#### No-Movies
No-Movies aborda la exclusión de los chicanos tanto en el Hollywood convencional como en los cines de vanguardia de Los Ángeles. La mirada burlona del cartel de Hollywood desde los barrios del Este de Los Ángeles recordó constantemente a los miembros de Asco que no eran bienvenidos en los medios creativos y otros espacios artísticos culturalmente segregados. No-Movies consistía en arte escénico conceptual que generalmente implicaba escenarios elaborados y utilizaba el paisaje de Los Ángeles como escenario. Las No-Movies fueron comúnmente conceptualizadas y planeadas con anticipación por Harry Gamboa Jr. y “ Gronk”. Los escenarios fueron grabados en diapositivas de 35 mm, una de las cuales fue elegida para su proyección como registro oficial. La película final funcionó como un cartel que resumía y publicitaba una película que no existía. Las No-Movies ocupan un espacio liminal entre el movimiento muralista y las películas en Super-8. Asco utilizó los limitados recursos materiales que tenían a su disposición para alegorizar su situación política. El formato creativo, descrito por Chon Noriega, se denominaba una “sinestesia intermedia”, que reconocía el uso por parte de Asco de equipos fotográficos económicos en lugar de materiales más caros. Con este proyecto Asco quería desestabilizar el poder de las percepciones sobresaturadas y exageradas de los medios de comunicación sobre la vida en el barrio. Este proyecto tuvo como objetivo exponer la inquietante fascinación que tenían los medios populares por mostrar estereotipos de comportamiento racial. No-Movies permitió a Asco expresar su desdén y crítica al mismo tiempo que utilizaba técnicas de discurso cinematográfico excéntrico. Por el contrario, esta instalación artística mostraba tanto su rechazo a Hollywood como sus deseos de inclusión y control. Las imágenes se difundieron posteriormente en toda la comunidad a través de su uso en presentaciones en escuelas, universidades y bibliotecas públicas y, finalmente, en el mundo del arte y los medios de comunicación.
Además, el grupo inventó los Asco Awards, también conocidos como Premios Aztlán o No-Movies, para parodiar ceremonias similares celebradas en Hollywood.

##### Lista de No-Movies
- Tumor Hats: 1973: Gronk, Herrón y Valdez realizaron una parodia de un desfile de moda posando en un teatro vacío mientras usaban sombreros hechos con materiales de desecho.[16]
- First Supper (After a Major Riot)/Instant Mural: 1974: Asco preparó una mesa para cenar decorada con pinturas de cadáveres torturados, una gran muñeca desnuda y espejos en una isla de tráfico en Whittier Boulevard, donde tres años antes la policía abrió fuego con escopetas contra una multitud reunida. Asco preparó un banquete de celebración con frutas y bebidas en la mesa. Diseñaron la fiesta con el fin de animar a la gente a expresarse públicamente, con el fin de impugnar la ocupación policial paramilitar del barrio. Al final de la cena Asco realizó Instant Mural. Gronk ató a Patssi Valdez y Humberto Sandoval a una pared cerca de una parada de autobús. La pareja ignoró a los transeúntes que se ofrecieron a ayudar a desenredarlos. Después de una hora, Valdez y Sandoval se alejaron del lugar como si nada hubiera pasado.[16] Gronk sintió que "... la idea de la opresión era que la cinta... tenía un mensaje conceptual, que invitaba a la reflexión: cómo estamos ligados a nuestra comunidad y cómo nos ligamos a nuestro entorno. Cómo nos vemos atrapados en la burocracia".[28]
- Cruel Profit (1974): Herrón destruye ritualísticamente una muñeca en un fotograma orquestado por Gamboa, que luego fue traducido a video.[16]
- Á La Mode (1976 : Después de pedir pastel de manzana y café en Philippe's Original Sandwich Shop en Los Ángeles, los miembros de Asco adoptaron poses que evocaban imágenes de películas clásicas y al mismo tiempo expresaban su desdén hacia los clientes más elegantes del restaurante.[16]
- Search and No Seizure, La Dolce, Waiting For Tickets: 1978: Estas tres No Movies narran una historia de amor melodramática entre Valdez y Guillermo Estrada (también conocido como Billy Star). Search and No Seizure fue una pieza de performance en la que los amantes posaron en un abrazo apasionado en un túnel bajo Bunker Hill. La pieza fue interrumpida por el acoso de la policía. El siguiente segmento de la serie, titulado La Dolce, parodia La Dolce Vita de Federico Fellini. La Dolce se presentó en el Centro de Música, donde las formas culturales, incluida la Ópera y la Orquesta Sinfónica de la ciudad, se cruzan con el entorno financiero del centro. Esperando entradas concluye la serie con los amantes abrazándose y bajando las escaleras del Centro de Música. La escena funciona como una parodia de la secuencia de "Odessa Steps", que Asco consideraba una sátira. Waiting for Tickets ridiculiza a la élite cultural de la ciudad al expresar desesperación por la imposibilidad de ser admitido en estas instituciones. El título hace referencia a Esperando a Godot de Samuel Beckett.[16]

## Exposiciones
- "Asco: Elite of the Obscure, a Retrospective, 1972-1987", Museo del Condado de Los Ángeles.[29][30]